# レイモンド・スチュワート
レイモンド（レイ）・ダグラス・スチュワート（Raymond "Ray" Douglas Stewart、1965年3月18日 ‐ ）は、ジャマイカの元陸上競技選手である。1980年代から1990年代の長期にわたり、世界的な大会で実績を残してきた。キングストン出身。
1984年ロサンゼルスオリンピックで銀メダルを獲得したほか、1987年の世界陸上では2つのメダルを獲得している。特に世界陸上の100mでは、4大会連続で決勝進出を果たしている。
引退後はコーチとなり、ジェローム・ヤングらを指導したが、2010年6月28日にUSADAから永久追放処分を受けた。スチュワートがアンヘル・ギジェルモ・エレディアからドーピング用薬物を購入していたためである。

## 自己記録
- 60m　　6秒52　（1997年2月16日）
- 100m　9秒96　（1991年8月25日）

## 主な成績
| 年   | 大会                       | 場所                         | 種目    | 結果    | 記録   |
| ---- | -------------------------- | ---------------------------- | ------- | ------- | ------ |
| 1983 | 世界陸上競技選手権大会     | ヘルシンキ(フィンランド)     | 100m    | 5位(sf) | 10秒40 |
| 1983 | 世界陸上競技選手権大会     | ヘルシンキ(フィンランド)     | 4×100mR | 7位     | 38秒75 |
| 1984 | オリンピック               | ロサンゼルス(アメリカ合衆国) | 100m    | 6位     | 10秒29 |
| 1984 | オリンピック               | ロサンゼルス(アメリカ合衆国) | 4×100mR | 2位     | 38秒62 |
| 1987 | 世界陸上競技選手権大会     | ローマ(イタリア)             | 100m    | 2位     | 10秒08 |
| 1987 | 世界陸上競技選手権大会     | ローマ(イタリア)             | 4×100mR | 3位     | 38秒41 |
| 1988 | オリンピック               | ソウル（韓国）               | 100m    | 7位     | 12秒26 |
| 1991 | 世界陸上競技選手権大会     | 東京(日本)                   | 100m    | 6位     | 9秒96  |
| 1991 | 世界陸上競技選手権大会     | 東京(日本)                   | 4×100mR | 6位     | 38秒67 |
| 1992 | オリンピック               | バルセロナ(スペイン)         | 100m    | 7位     | 10秒22 |
| 1993 | 世界陸上競技選手権大会     | シュトゥットガルト(ドイツ)   | 100m    | 8位     | 10秒18 |
| 1995 | 世界陸上競技選手権大会     | イェーテボリ(スウェーデン)   | 100m    | 8位     | 10秒29 |
| 1995 | 世界陸上競技選手権大会]    | イェーテボリ(スウェーデン)   | 4×100mR | 4位     | 39秒10 |
| 1997 | 世界室内陸上競技選手権大会 | パリ(フランス)               | 60m     | 4位     | 6秒55  |

## タイトル
| 先代 カール・ルイス | 100mシーズンベスト記録保持者 1989 | 次代 リロイ・バレル |